# NGC 2315
NGC 2315 é uma galáxia espiral (S0-a) localizada na direcção da constelação de Lynx. Possui uma declinação de +50° 35' 27" e uma ascensão recta de 7 horas, 02 minutos e 33,0 segundos.
A galáxia NGC 2315 foi descoberta em 16 de Fevereiro de 1831 por John Herschel.